# Любовная сцена (картина Романо)
«Любовная сцена» — картина итальянского художника эпохи Возрождения Джулио Романо в собрании Государственного Эрмитажа в Санкт-Петербурге.
На картине представлены обнимающиеся на ложе обнажённые любовники, за которыми через открытую дверь наблюдает пожилая женщина-служанка. Ложе украшено двумя небольшими барельефами откровенно порнографического характера: слева изображён сатир, совокупляющийся с козлом, справа — сатир, совокупляющийся с женщиной.
Работа датируется 1524—1525 годами, причём место её создания неизвестно, поскольку в 1524 году Романо покинул Рим, а в следующем году приехал в Мантую. Кошку, которая прячется под ложем любовников, Джулио Романо изобразил и на картине «Мадонна с кошкой» (Музей Каподимонте), созданной в 1522—1523 годах, в период когда художник ещё находился в Риме.
Картина приобретена российской императрицей Екатериной II в Лондоне у Т. Дженкинса при посредничестве И. Ф. Рейфенштейна. В письме от 8 сентября 1780 года, адресованном Т. Питу, Г. Гамильтон сообщал, что Дженкинс продал много произведений русской императрице. «Джулио Романо, я полагаю, лучший в коллекции».
Изначально картина была написана по дереву, но в 1834 году А. Митрохиным была переведена на холст. Поскольку картина вплоть до начала 1920-х годов не выставлялась, а её хранение осуществлялось небрежно, и она получила значительные повреждения: так, на переводном холсте имелось три крупных прорыва, заделанных с оборотной стороны грубыми пластырями, лакокрасочный слой также местами был сильно повреждён как до работы Митрохина, так и после неё.
Картина носит условное название «Любовная сцена», поскольку о её сюжете существует несколько различных версий. Так, в эрмитажном каталоге 1773 года картина значится как «Галантная сцена». Э. К. Липгарт называл её «Сюжет из Боккаччо», во время реставрации картины в первой половине XIX века она проходила как «Марс и Венера», в эрмитажном каталоге 1958 года указана как «Александр и Роксана», а Неверов трактует сюжет как «Зевс и Алкимена». Харт считает, что на картине изображена служанка, предупреждающая неверную жену о возвращении мужа. Торнтон выдвинул версию, что на картине изображена куртизанка, принимающая клиента.
Под условным названием «Любовная сцена» картина впервые была показана широкой публике на Первой эрмитажной выставке 1920 года, в каталоге выставки было сказано: «„Любовная сцена“ Джулио Романо… та самая картина, которая, по свидетельству Вазари, находилась в собственности принца Веспасиана Гонзага (из кладовых Эрмитажа; повторение или копия в Берлинском музее)». Липгарт (Кат. Липгарта) также полагал, что, «возможно, наша картина та самая, которую упоминает Вазари». Сам же Вазари писал следующее: «…юноша и девушка, обнявшись на постели, предаются ласками, а из-за двери за ними подсматривает старуха; фигуры эти несколько меньше натуры и весьма изящны». Упомянутое повторение или копия из Берлинского музея отличалось от эрмитажной картины тем, что фигуры на ней были несколько отодвинуты от переднего плана вглубь картины; в 1930 году эта картина была передана во дворец Сан-Суси в Потсдаме, а в 1942 году находилась в замке Рейнсберг; она считается погибшей во время Второй мировой войны. В комментариях к изданию «Жизнеописаний…» Джорджо Вазари, опубликованном в 1880 году, Гаэтано Миланези счёл, что слова Вазари относились к берлинской картине, поскольку он сам не мог видеть эрмитажного произведения, которое в XIX веке не включалось в эрмитажные каталоги и хранилось отдельно «по причине неблагопристойности сюжета».
Картина выставлена в Большом (Старом) Эрмитаже в зале 215.